# Tyttocharax
Tyttocharax is een geslacht van straalvinnige vissen uit de familie van de karperzalmen (Characidae).

## Soorten
- Tyttocharax cochui (Ladiges, 1950)
- Tyttocharax madeirae Fowler, 1913
- Tyttocharax metae Román-Valencia, García-Alzate, Ruiz-Calderón & Taphorn, 2012
- Tyttocharax tambopatensis Weitzman & Ortega, 1995